# Aguemoune
Aguemoune (en kabyle : Agemmun n At Sliman) est un village de la commune de Boukhelifa dans la wilaya de Béjaïa, région de Kabylie en Algérie. C'est le village natal des parents du footballeur Zinédine Zidane.

## Géographie
Le village d'Aguemoune est perché sur une colline.

## Économie
L'économie du village s'appuie essentiellement sur l'agriculture basée sur la polyculture et l'élevage. Le cheptel est composé de bovins, dont la plupart des têtes sont élevées pour la production laitière ou la viande. On y élève également des chèvres et des moutons.